# Odontobunus pupillaris
Odontobunus pupillaris is een hooiwagen uit de familie echte hooiwagens (Phalangiidae).